# Берег Фальєра
Берег Фальєра (англ. Fallières Coast) — частина західного узбережжя Антарктичного півострова між Буржуазним фіордом та мисом Джеремі і знаходиться у затоці Маргеріт на льодовиковому шельфі Ворді. На півдні з ним межує Берег Раймілла, а на півночі — Берег Лубе.
Берег Фальєра вперше було досліджено у січні 1909 року Французькою антарктичною експедицією під керівництвом Жана Шарко, який назвала його на честь Армана Фальєра, тодішнього президента Франції.